# Jan Sulewski
Jan Sulewski (ur. 16 czerwca 1943, zm. 13 października 2022) – polski żużlowiec.
Sport żużlowy uprawiał w latach 1963–1971, reprezentując kluby Falubaz Zielona Góra (1963–1966) oraz Wybrzeże Gdańsk (1967–1971). W barwach gdańskiej drużyny zdobył w 1967 r. srebrny medal drużynowych mistrzostw Polski. W 1968 r. zakwalifikował się rozegranego w Lesznie finału młodzieżowych indywidualnych mistrzostw Polski, zajmując XVI miejsce. W 1970 r. startował w jednym z turniejów o "Złoty Kask", zajmując w końcowej klasyfikacji XXIV miejsce.